# Loucé
Loucé település Franciaországban, Orne megyében. Lakosainak száma 109 fő (2018. január 1.). Loucé Écouché, Avoine, Fontenai-sur-Orne, Joué-du-Plain, Tanques és Écouché-les-Vallées községekkel határos.

## Népesség
A település népességének változása:
| Lakosok száma | 93   | 79   | 90   | 69   | 78   | 98   | 122  | 113  | 106  | 109  |
|               | 1962 | 1968 | 1975 | 1982 | 1990 | 2008 | 2013 | 2015 | 2017 | 2018 |